# Expressionism (teater)
Expressionism som modernistisk konstriktning inom dramatiken och teatern utvecklades huvudsakligen i Tyskland under 1900-talets första decennier. Den ses som del av expressionismen inom övriga konstarter som bildkonst, litteratur och film. 

## Tidiga dramatiker
Reinhard Sorge anses vara den som publicerade det första expressionistiska teaterstycket, nämligen femaktaren Der Bettler (1912). Sorges scenanvisningar var så genomtänkta och nyskapande att Max Reinhardt bara hade att följa dem när han satte upp dramat första gången 1917 på Deutsches Theater i Berlin. Då hade en något äldre landsman till Sorge, nämligen Walter Hasenclever redan sett sin femaktare Der Sohn, publicerad 1914, ha premiär i både Prag och Dresden året innan (1916), men på grund av krigets – första världskrigets – ännu rådande, inhemska militärcensur hade den bara spelats som matiné för slutna sällskap. Teaterhistorikern Günter Berghaus gjorde 2005 en genomgång av avantgardistiska teaterföreställningar och menar annars att österrikaren Oskar Kokoschkas  enaktare Mörder, Hoffnung der Frauen, skriven 1907 (men utgiven först 1917 av Kurt Wolff Verlag) och uppsatt första gången 4 juli 1909 i Wien var det första expressionistiska verket för teater, även om själva begreppet expressionism inte förekom vid denna tidpunkt. Paul Hindemith skulle senare använda Kokoschkas pjäs som libretto för sitt op. 12, den expressionistiska operan Mörder, Hoffnung der Frauen (1919).

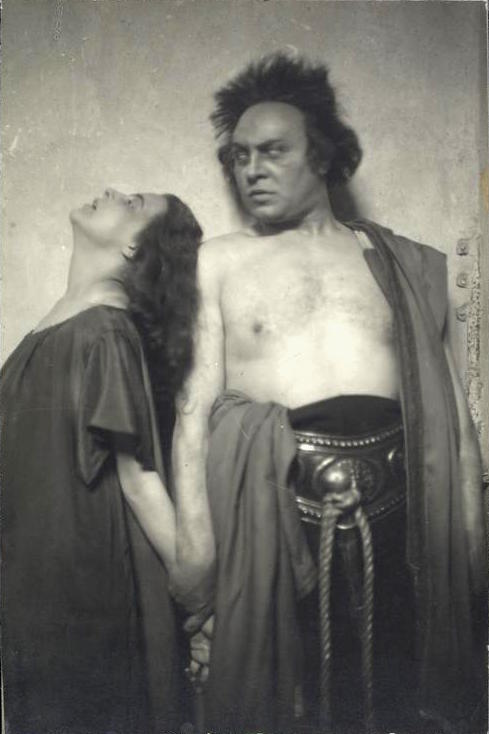
Teaterfoto från Max Reinhardts uppsättning av Walter Hasenclevers antikrigsdrama Antigone på teatern Großes Schauspielhaus i Berlin med premiär 18 april 1920. Emil Jannings i rollen som Kreon.

### Fotnoter
1. ↑  Der Bettler är inte översatt till svenska (år 2021) och har inte satts upp i Sverige någon gång.
2. ↑  Inte heller Der Sohn är översatt till svenska (år 2021) och har inte heller satts upp någon gång i Sverige.
3. ↑  Berghaus (2005).
4. ↑  Kokoschkas enaktare har inte heller översatts eller satts upp på svenska (år 2021).
5. ↑  Uppgifter om Oskar Kokoschkas Mörder, Hoffnung der Frauen år 1909 i Wien, samt hans egen affisch till denna första uppsättning (austria-forum.org).
6. ↑  Begreppet expressionism myntades av Kurt Hiller 1911, enligt artikeln om den litterära expressionismen.
7. ↑  Uppgift om spelplats för Antigone hämtad från en verkförteckning i J.L. Styan: Max Reinhardt (1982).